# Nyansyo
Nyansyo är ett periodiskt vattendrag i Burundi.   Det ligger i provinsen Bururi, i den sydvästra delen av landet, 70 km söder om huvudstaden Bujumbura.
I omgivningarna runt Nyansyo växer huvudsakligen savannskog. Runt Nyansyo är det ganska tätbefolkat, med 120 invånare per kvadratkilometer.